# Cryptasterina hystera
Cryptasterina hystera är en sjöstjärneart som beskrevs av Dartnall, Byrne och Hart 2003 in Dartnall, Byrne, Collins . Cryptasterina hystera ingår i släktet Cryptasterina och familjen Asterinidae. Inga underarter finns listade i Catalogue of Life.

## Bildgalleri

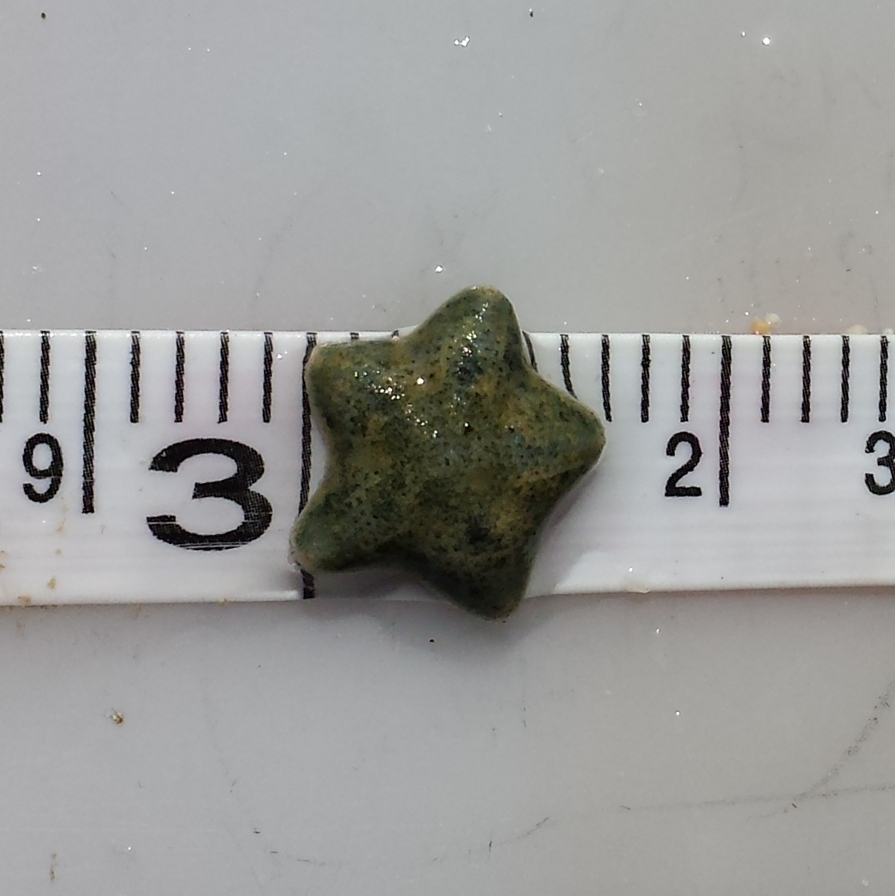